# اسمیت ویلیج (اکلاهما)
اسمیت ویلیج(به انگلیسی: Smith Village) شهری در ایالت اکلاهما کشور ایالات متحده آمریکا است که جمعیت آن در سرشماری سال ۲۰۱۰ میلادی، ۶۶ نفر بوده‌است.